# Таяр, Авраам
Авраам Таяр (ивр. אברהם טיאר‎; род. 29 января 1924 года, Габес, Французская Северная Африка — 25 апреля 2011 года, Израиль) — израильский политик, депутат кнессета (5, 6 созывы) от движения Херут, фракции Свободный центр и блока ГАХАЛ.

## Биография
Авраам Таяр родился 29 января 1924 года в городе Габес, тогда на территории Французской Африки, а ныне в Тунисе. Учился в государственной французской средней школе в Габесе. В возрасте тринадцати лет вступил в «Бейтар», возглавил местную ячейку этой организации в 1942 году. В 1946-47 годах занимал посты генерального секретаря Бейтара и председателя Ха-цоар в Тунисе.
Отправился в Палестину в 1947 году на судне «Бен Хехт», однако ввиду нелегальности судна британские военные его арестовали, а всех пассажиров отправили в Кипр, где Таяр и содержался до апреля 1948 года. После создания движения «Херут» стал его членом. Вошёл в центральную комиссию движения (1956 год), а в 1961 году стал секретарём Херута в городе Хайфа.
Был избран в кнессет 5-го созыва в 1961 году, работал в комиссии по услугам населению, комиссии по внутренним делам, домашней комиссии кнессета и комиссии по труду.
Изучал право в Еврейском университете в Иерусалиме.
В 1963-1966 годах возглавлял молодёжное крыло Херута. В кнессет 6-го созыва был избран от блока «ГАХАЛ», получил места в комиссии по труду, комиссии по экономике, комиссии по образованию и культуре и подкомиссии по борьбе с дорожными авариями.
Стал одним из лидеров партии Свободного центра в 1967 году, которую он и представлял в кнессете до окончания каденции. В кнессет более не избирался. Вернулся в Херут в 1977 году. С 1979 по 1982 год занимал пост руководителя посланников Еврейского Агентства в Европе.
Скончался 25 апреля 2011 года в Израиле, в возрасте восьмидесяти семи лет.